# Santa Justa (Coruche)
Santa Justa é uma povoação portuguesa do Município de Coruche que foi sede de freguesia.
Em 1839 pertenceu ao concelho de Erra e em 1852 passou a integrar o concelho (atual município) de Coruche. Desde o final do século XIX foi anexada à freguesia do Couço.